# Seven Arts Productions
Seven Arts Productions fue una productora estadounidense que hizo películas disponibles para otros estudios. Fue fundada en 1957 por Ray Stark y Eliot Hyman. 

## Historia
La primera película de Seven Arts fue The Gun Runners, estrenada por United Artists. 
Entre sus producciones estaban The Misfits (1961) para United Artists, Gigot (1962) para Twentieth Century-Fox, Lolita (1962) para Metro-Goldwyn-Mayer, What Ever Happened to Baby Jane? (1962) para Warner Bros., y ¿Arde París? (1966) para Paramount Pictures. 
Con el tiempo amplió su papel, convirtiéndose en inversores de capital con otros estudios y asociándose con la compañía británica de películas de terror Hammer Film Productions en muchos proyectos. También retuvo los derechos auxiliares sobre nuevas producciones cedidas en películas anteriores, incluyendo Seven Days in May (1964) y Promise Her Anything (1965) para su estreno por Paramount.
Seven Arts también distribuyó largometrajes y programas de televisión para televisión. Warner Bros. obtuvo la licencia de los derechos de televisión de su biblioteca posterior a 1949 a Seven Arts en 1960. Seven Arts hizo acuerdos similares con 20th Century Fox y Universal Pictures. Seven Arts también adquirió los derechos de reedición teatral de algunas películas de Fox.
También conservó los derechos auxiliares sobre nuevas producciones entregadas en películas anteriores, incluyendo Seven Days in May (1964) y Promise Her Anything (1965) para su lanzamiento por Paramount. Seven Arts también distribuyó largometrajes y programas de televisión para televisión.
En 1967, Seven Arts Productions adquirió el control de Warner Bros. de Jack L. Warner por $32 millones. Las compañías se fusionaron como Warner Bros.-Seven Arts. Fue renombrado una vez más a Warner Bros. después de que Kinney National Company comprara la compañía años después.
Ni Seven Arts Pictures, ni la extinta compañía "Seven Arts", una empresa conjunta entre Carolco Pictures y New Line Cinema (esta última se fusionó posteriormente con Warner Bros.), están relacionadas con la productora original de Seven Arts Productions.

## Filmografía
- The Gun Runners (1958); con United Artists
- Thunder in the Sun (1959); con Paramount Pictures
- Ten Seconds to Hell (1959); con United Artists
- The Misfits (1961); con United Artists
- By Love Possessed (1961)
- West Side Story (1961)
- The Count of Monte Cristo (1961)
- The Roman Spring of Mrs Stone (1961)
- Gigot (1962)
- Lolita (1962); con MGM
- What Ever Happened to Baby Jane? (1962); con Warner Bros.
- Two for the Seesaw (1962)
- The Main Attraction (1962); con MGM
- The Wild Affair (1963)
- Sunday in New York (1963); con MGM
- Rampage (1963)
- Tamahine (1963); con MGM
- The Night of the Iguana (1964); con MGM
- Of Human Bondage (1964); con MGM
- Never Put It in Writing (1964)
- Seven Days in May (1964)
- A Global Affair (1964)
- Promise Her Anything (1965)
- The Nanny (1965); con Hammer Films
- The Hill (1965)
- Is Paris Burning? (1966)
- The Defector (1966)
- Dracula: Prince of Darkness (1966); con Hammer Films
- One Million Years B.C. (1966); con Hammer Films
- The Frozen Dead (1966)
- The Bible: In the Beginning (1966)
- This Property Is Condemned (1966)
- Assault on a Queen (1966)
- Rasputin: The Mad Monk (1966); con Hammer Films
- The Reptile (1966); con Hammer Films
- The Plague of the Zombies (1966); con Hammer Films
- You're a Big Boy Now (1966)
- Drop Dead Darling (1966)
- Once Before I Die (1966)
- Slave Girls (1967); con Hammer Films
- Oh Dad, Poor Dad, Mamma's Hung You in the Closet and I'm Feelin' So Sad (1967)
- The Viking Queen (1967); con Hammer Films
- The Dirty Dozen (1967); con MGM
- The Shuttered Room (1967)
- It! (1967)
- A Challenge for Robin Hood (1967)
- Schwanensee (1967)
- The Anniversary (1968); con Hammer Films
- The Vengeance of She (1968); con Hammer Films
- The Lost Continent (1968); con Hammer Films
- The Devil Rides Out (1968); con Hammer Films